# Tony Aless

Tony Aless, geboren als Anthony Alessandrini (Garfield, 22 augustus 1921 – New York, 11 januari 1988), was een Amerikaanse jazzpianist.

## Carrière
Tony Aless speelde al op 17-jarige leeftijd met Bunny Berigan, van 1940 tot 1942 met Johnny McGhee, Teddy Powell en Vaughn Monroe. Na zijn militaire diensttijd (1942-1944) werkte hij in 1945/1946 in de band van Woody Herman en later bij Charlie Spivak. Bovendien speelde hij met Georgie Auld, Flip Phillips, Chubby Jackson en begeleidde hij met Neal Heftis orkest Charlie Parker. Na een driejarige studie aan het New Yorkse conservatorium werkte Aless alleen nog in studiobands en was hij werkzaam bij radiostations. Zijn bekendste album is Long Island Suite uit 1955, waarop de trombonisten Jay-Jay Johnson en Kai Winding en de altsaxofonist Dave Schildkraut meewerkten. In hetzelfde jaar nam hij nog deel aan opnamen van Seldon Powell. Aless verbond in zijn stijl elementen van bop, cooljazz en mainstream.

## Overlijden
Tony Aless overleed in januari 1988 op 66-jarige leeftijd.

## Discografie
Met Stan Getz
- Stan Getz kwartetten (Prestige, 1949-50 [1955])

Met Charlie Parker
- Big Band (Clef, 1954)

Met Jack Sterling Kwintet
- Cocktail Swing (Harmony-Columbia, 1959)[2]

- Bibsys: 1019648
- Biblioteca Nacional de España: XX5669545
- Bibliothèque nationale de France: cb139237842 (data)
- Gemeinsame Normdatei: 1100756507
- International Standard Name Identifier: 0000 0000 3637 5518
- Library of Congress Control Number: n95046707
- MusicBrainz: 39228d4e-ed81-4f4e-b691-493b5f7bfe45
- Istituto Centrale per il Catalogo Unico: DDSV168905
- SNAC: w6nk5jsd
- Virtual International Authority File: 59271624
- WorldCat: E39PBJpDPwqTMR8RdG9TBwqmh3